# Бенратер Шлоссаллея, 73
Бенратер Шлоссаллея, 73 (нем. Benrather Schloßallee 73) — жилое многоэтажное здание на улице Бенратер Шлоссаллея в Бенрате (Дюссельдорф, Германия).

## История
В  конце XIX - начале XX века в Бенрате велось крупное жилищное строительство, связанное с бумом развития промышленности в регионе. Архитектору Карлу Тухшереру поступило несколько крупных заказов на возведение вилл. Чтобы быть ближе к объектам строительства он принял решение о постройке в Бенрате для себя и своей архитектурной фирмы здания, удовлетворявшего хозяина своим внешним видом в стиле модерн. Место для строительства, которое он выбрал, размещалось тогда по адресу Дюссельдорфер Штрассе 161. В последующем адрес несколько раз менялся и теперь это Бенратер Шлоссаллея 73. На первом этаже размещалось архитектурное бюро, на остальных — жильё архитектора и его семьи. Здание не претерпело никаких изменений  за всю свою историю и сохранилось в первоначальном виде как во внешней планировке, так и в интерьерах, за исключением окраски фасада.
Архитектор был уверен, что его здание сохранится на долгие времена, поэтому оставил на фасаде здания два лепных по этому поводу украшения:
- На лепнине парапета широкого окна третьего этажа поместил изображения орудий труда архитектора: измерительный чертёжный треугольник, циркуль, кисть и карандаш[3]
- Под окном широкого окна четвёртого этажа помещён стих, в те годы широко известный в строительном деле[4]:

Если этот дом простоит так долго
Пока вся зависть и ненависть не уйдут,
Тогда он действительно останется так долго
Пока не наступит конец света

## Архитектура
Дом имеет черепичную двускатную крышу. Задняя часть имеет балконы. В планах этажей архитектор позаботился о том, чтобы избежать замкнутых пространств. Фасад здания разделён на три вертикальные оси:

### Левая ось
Вход находится на левой оси над четырьмя ступенями лестницы. Левая ось выступает ризалитом от цокольного до антресольного (второго)  этажа. Пилястры обрамляют сегментно-арочный дверной проём с окошком. Они соединены узким карнизом на высоте капителей. Парапет окна нижней лестницы и дверная перемычка богато орнаментированы, в том числе над дверью изображён дракон, держащий в пасти ключ, а над ним слово «SALVE» ("здравствуйте", или "будьте здоровы"). Капители украшены растениями и имеют аналогичные рельефы. Ось лестничной клетки имеет три окна нормального формата одно над другим и верхнее круглое. Верхние половина окон имеет профилированные рамы. Этот мотив можно найти на всех окнах верхних этажей. Ось лестницы заканчивается перед аттиком и увенчана мотивом трилистника. Ниже круглого окна ось окаймлена антропоморфными масками в стиле модерн.

### Центральная ось
Цокольный этаж (как и на правой оси) имеет стыки и ограничен карнизом. Широкое окно имеет слегка изогнутую верхнюю профилированную перемычку. Само окно имеет сложное остекление. Края оконного проёма слегка скошены от основания перемычки. Два верхних окна обрамлены богато украшенными пилястрами, прикрепленными к спиральным консолям. Орнаментальная лента соединяет пилястры над окном антресольного этажа. Ось продолжается на верхнем этаже фахверковой конструкцией. Здесь два окна освещают крышу. Над ним находится слуховое окно.

### Правая ось
Правая ось в целом повторяет центральную ось, но имеет нормальные по широте окна и особенности в верхней части. Здесь узкая полоса с орнаментальным обрамлением и немецкой тесьмой закрывает правую ось под карнизом. Два слуховых окна следуют друг за другом в области крыши. Наверху, над водосточной трубой установлено небольшое лепное украшение.

## Памятник архитектуры
Здание является оригинальным памятником архитектуры и охраняется законом. Зарегистрировано под номерами 05111000 A 1018. Поставлено на учёт 23 декабря 1986 г.